# Malo Dvorište
Malo Dvorište är ett samhälle i Bosnien och Hercegovina.   Det ligger i entiteten Republika Srpska, i den nordvästra delen av landet, 190 km nordväst om huvudstaden Sarajevo. Malo Dvorište ligger 170 meter över havet och antalet invånare är 563.
Terrängen runt Malo Dvorište är platt åt nordost, men åt sydväst är den kuperad.Närmaste större samhälle är Prijedor, 15,5 km söder om Malo Dvorište. 
Omgivningarna runt Malo Dvorište är en mosaik av jordbruksmark och naturlig växtlighet. Runt Malo Dvorište är det ganska tätbefolkat, med 67 invånare per kvadratkilometer.